# Von Weberpark
Het Von Weberpark is een van de drie stadsparken van Tilburg Noord, naast het Quirijnstokpark en het Ypelaerpark. Het park wordt samen met het Wagnerplein als het hart van de wijk gezien. Het is begin jaren 70 aangelegd toen de wijk nog nieuw was. Het is een klein park dat op een pinetum lijkt.

## Flora
In het Von Weberpark staan verschillende bomen en struiken. In maart 2013 heeft Stichting Stadsbomen Tilburg een inventarisatie gemaakt van de aanwezige naald- en loofbomen. Er staan 25 soorten naaldbomen en diverse bijzondere loofbomen, sommige met een monumentale status. Er staan onder andere een aantal mammoetbomen in het park.

## Voorgenomen woningbouw
Het Von Weberpark dreigt te worden opgeofferd voor woningbouw.